# Die letzte Instanz – Der Meinungstalk mit Steffen Hallaschka
Die letzte Instanz – Der Meinungstalk mit Steffen Hallaschka ist eine Fernsehtalkshow von Steffen Hallaschka im WDR.

## Format
Moderator Steffen Hallaschka diskutiert freitags mit Gästen aktuelle politische und gesellschaftliche Themen. Nach den vier Diskussionsrunden dürfen die Mitarbeiter im Saal stellvertretend für das wegen des Corona-Lockdowns fehlende Saalpublikum abstimmen. Die Talkshow basiert auf einer Bühnenveranstaltung gleichen Namens im Hamburger Schmidt Theater, die ebenfalls von Hallaschka moderiert wird. Produziert wird die Sendung im Düsseldorfer Weltkunstzimmer.

## Kritik
Nach einer Wiederholungsausstrahlung am 29. Januar 2021 kam es zu einer Kontroverse um die erstmals Ende November 2020 gesendete Folge 8, in der die vier Gäste auf die Frage „War es notwendig, die Zigeunersauce umzutaufen?“ ihre roten Karten hoben (mit „Nein“ stimmten). Auch der Zentralrat Deutscher Sinti und Roma äußerte in einer Pressemitteilung Empörung über „antiziganistische Aussagen“. Generell gab es breite öffentliche Kritik an dem Konzept der Sendung, eine Gruppe von ausschließlich weißen Gästen ohne besondere Sachkenntnis über Rassismus diskutieren zu lassen. Der WDR gab wenig später bekannt, sich mit der Kritik auseinandergesetzt zu haben und diese „ohne Wenn und Aber“ zu akzeptieren. In der ARD Mediathek wurde die Folge mit einem Hinweis versehen, der die Fehler in der Konzeption der Sendung aufzeigt. Die WDR-Unterhaltungschefin Karin Kuhn entschuldigte sich im Namen des Senders für die „unpassende Gästezusammenstellung“. Der Programmdirektor Jörg Schönenborn räumte in einem Interview mit dem Tagesspiegel den Fehler des WDR ein: Man habe im Sender „tiefrote Linien übersehen“. Die Komikerin Enissa Amani produzierte als Antwort ihre eigene Diskussionssendung Die beste Instanz, für die sie 2021 mit dem Grimme Online Award ausgezeichnet wurde.